# Sadove, Nijîn
Sadove (în ucraineană Садове) este un sat în comuna Salne din raionul Nijîn, regiunea Cernihiv, Ucraina.

## Demografie
Componența lingvistică a localității Sadove
     Ucraineană (97,56%)
     Rusă (2,44%)
Conform recensământului din 2001, majoritatea populației localității Sadove era vorbitoare de ucraineană (97,56%), existând în minoritate și vorbitori de rusă (2,44%).